# Rännberg
Rännberg är ett berg i Torsby kommun, Värmland. Det är 521 meter högt klassat som naturreservat sedan 1996. Rännberg är ett hyperitberg. Det är ett populärt mål för mindre vandringar, då det finns bra parkering i närheten och en utmärkt led till toppen. Från toppen får man en fin utsikt över Värmlands natur.
Rännberg har en rik flora som studerades redan på 1830-talet. Även faunan är ovanligt rik, med mer än 200 arter av fjäril observerade. Detta ligger till grund för upprättandet av ett Natura 2000-område, med syfta att upprätthålla så kallad gynnsam bevarandestatus för de ingående naturtyperna klippvegetation på kalkrika bergssluttningar, västlig taiga, örtrika, näringsrika skogar med gran av Fennoskandisk typ, samt för den ingående arten nordisk klipptuss på biogeografisk nivå.
Informationsfolder finns.